# Cim del Ras
El Cim del Ras és una muntanya de 2.565 metres que es troba al municipi de Queralbs, a la comarca catalana del Ripollès.